# Этническая иерархия
Этни́ческая иера́рхия — в пассионарной теории этногенеза, динамичная в процессе этногенеза.
Термин введён Л. Н. Гумилёвым.

## Этническая иерархия (по Л. Н. Гумилёву)
В порядке повышения уровня иерархии:
| Таксономическая единица | Гибрид                                                            | Направление развития            | Предел формообразования                            |
| ----------------------- | ----------------------------------------------------------------- | ------------------------------- | -------------------------------------------------- |
| Консорция               | Нестойкие сочетания                                               | Субэтническое самоутверждение   | Субэтнос                                           |
| Конвиксия               | Деформированные сочетания                                         | Создание территориальной общины | Субэтнос                                           |
| Субэтнос                | Симбиозы                                                          | Этническое самоутверждение      | Этнос                                              |
| Этнос                   | Ксении                                                            | Создание социального института  | Ведущая роль в суперэтносе и консервация структуры |
| Суперэтнос              | Химера                                                            | Аннигиляция                     | Реликт                                             |
| Человечество            | Гипотетическое смешение с палеоантропом в мезолите на горе Кармел | Этногенез                       | ?                                                  |
| Гоминиды                | ?                                                                 | Эволюция как филогенез          | Исчезновение вида                                  |

## Терминология (по Л. Н. Гумилёву)
Лев Гумилёв дал следующие определения введённым им терминам.
| Таксономическая единица | Описание |
| ----------------------- | --- |
| Антропосфера            | биомасса всех человеческих организмов |
| Этносфера               | мозаическая антропосфера, т.е. сочетание системных этноландшафтных целостностей, всегда динамических. |
| Суперэтнос              | группа этносов, возникающих одновременно в одном регионе, и проявляющая себя в истории как мозаичная целостность. |
| Этнос                   | устойчивый, естественно сложившийся коллектив людей, противопоставляющих себя всем прочим аналогичным коллективам и отличающийся своеобразным стереотипом поведения, который закономерно меняется в историческом времени. |
| Субэтнос                | элемент структуры этноса, взаимодействующий с прочими. При упрощении этносистемы финальной фазе число субэтносов сокращается до одиого, который становится реликтом.                                                      |
|                         | Таксономические единицы одного порядка |
| Консорция               | группа людей, объединенных одной исторической судьбой; либо распадается, либо переходит в конвиксию. |
| Конвиксия               | группа людей, объединенных однохарактерным бытом и семейными связями. Иногда переходит в субэтнос, фиксируется не историей, а этнографией.                                                                                |

Пассионарии
Люди, обладающие врождённой способностью абсорбировать из внешней среды энергии больше, чем это требуется только для личного и видового самосохранения, и выдавать эту энергию в виде целенаправленной работы по видоизменению окружающей их среды. 
Субпассиона́рии
Люди, которые в силу неспособности абсорбировать из окружающей среды достаточное количество энергии не могут полноценно адаптироваться в среде. Субпассионарность (недостаток энергии) проявляется в неспособности сдерживать инстинктивные вожделения, в асоциальном поведении, паразитизме, недостаточной заботе о потомстве. Люди такого типа хорошо известны во все эпохи и встречаются практически во всех этносах. Их называют бродягами, босяками, бомжами и так далее. Обычно они скапливаются в крупных городах, где есть возможность жить, не работая, а паразитируя, и развлекаться. Такое сосредоточение субпассионариев приводит к громадному росту алкоголизма, ситуативной преступности, наркомании, стихийных беспорядков. Все это следствия основной черты субпассионариев — неспособности контролировать свои вожделения, даже если их удовлетворение идет во вред себе и окружающим.
Субпассионарии — особи энергодефицитного типа в противоположность пассионариям, особям энергоизбыточного типа.
Консорция
Объединение небольшой группы людей для достижения единой цели, обладающих единой исторической судьбой. Примером консорции могут служить «кружки», политические группировки, секты (поговорка «Что ни мужик то толк, что ни баба, то согласие»), преступные банды, рабочие артели и прочие подобные добровольные объединения. К консорциям Л. Гумилёв относил также римские легионы, участвовавшие в гражданских войнах периода «солдатских императоров».
Конвиксия
Группы людей с одинаковым бытом, живущих в одном месте в течение нескольких поколений и осознающих свои выраженные отличия от других частей данного этноса, но не подвергающих сомнению свою принадлежность к нему. Наряду с консорцией, более низкий уровень самоидентичности, чем этнос и субэтнос. Для сознания членов конвиксии также свойственно противопоставление «Мы — они», но не столь сильное, как в случае консорций или тем более этносов. В ходе исторического развития могут распадаться (на консорции) или вырастать в субэтносы, имеющие культурные и резкие поведенческие отличия.
Примеры конвиксий — сельские общины, средневековые кварталы ремесленников.